# سورینو لوژودیس
سورینو لوژودیس (به انگلیسی: Severino Lojodice؛ زادهٔ ۲۵ اکتبر ۱۹۳۳ – درگذشتهٔ ۱۹ سپتامبر ۲۰۲۳) بازیکن فوتبال اهل ایتالیا بود.

## سوابق باشگاهی
از جمله باشگاه‌هایی که وی در آن‌ها بازی کرده‌، می‌توان به باشگاه فوتبال یوونتوس، باشگاه فوتبال کرمونزه، باشگاه فوتبال آ.اس. رم، باشگاه فوتبال برشا، باشگاه فوتبال مونتسا و باشگاه فوتبال سمپدوریا اشاره کرد.

## درگذشت
لوژودیس در ۱۹ سپتامبر ۲۰۲۳، در سن ۸۹ سالگی درگذشت.